# Stopnica (gromada 1969–1972)
Stopnica (do 30 XII 1961 Stopnica Pierwsza) – dawna gromada, czyli najmniejsza jednostka podziału terytorialnego Polskiej Rzeczypospolitej Ludowej w latach 1954–1972.
Gromady, z gromadzkimi radami narodowymi (GRN) jako organami władzy najniższego stopnia na wsi, funkcjonowały od reformy reorganizującej administrację wiejską przeprowadzonej jesienią 1954 do momentu ich zniesienia z dniem 1 stycznia 1973, tym samym wypierając organizację gminną w latach 1954–1972.
Gromada Stopnica z siedzibą GRN w Stopnicy (wówczas wsi) powstała 1 stycznia 1969 w powiecie buskim w woj. kieleckim w związku ze zmianą nazwy gromady Stopnica Pierwsza na gromada Stopnica, po przyłączeniu do niej obszaru zniesionej gromady Stopnica Druga. Powodem zmiany nazwy była zbędność stosowania przydawki numerycznej po zniesieniu jednej z dwóch gmin o członie Stopnica.
Gromada przetrwała do końca 1972 roku, czyli do kolejnej reformy gminnej. 1 stycznia 1973 powstała obecna gmina Stopnica, o zupełnie innym, dużo większym, obszarze niż zniesiona w 1954 roku gmina Stopnica.
Uwaga: Terytorialnie odmienną jednostką (aczkolwiek prawną poprzedniczką omawianej gminy Stopnica oraz jej formy pośredniej, gromady Stopnica Pierwsza) była gromada Stopnica istniejąca w latach 1954–61, odpowiadająca swym zasięgiem gromadzie Stopnica Pierwsza z lat 1961–68.